# Campeonato Europeo de Halterofilia de 1907
En 1907 se celebraron dos ediciones del Campeonato Europeo de Halterofilia.

## Torneo 1
El X Campeonato Europeo de Halterofilia se celebró en Copenhague (Dinamarca) entre el 7 y el 8 de marzo de 1907 bajo la organización de la Federación Europea de Halterofilia (EWF) y la Federación Danesa de Halterofilia.

### Medallistas
| Evento | Oro                             | Plata                            | Bronce                        |
| ------ | ------------------------------- | -------------------------------- | ----------------------------- |
| 80 kg  | Nikolaus Winkler Alemania 317,0 | Eno Andersen · Suecia · 317,0    | Arthur Götz Alemania 294,0    |
| +80 kg | Heinrich Rondi Alemania 433,0   | Gustav van Haven Dinamarca 400,0 | Theodor Krampe Alemania 364,0 |

1. 1 2 3  Fuerza (kg) + arrancada (kg) + dos tiempos (kg) = TOTAL (kg)

## Torneo 2
El XI Campeonato Europeo de Halterofilia se celebró en Viena (Austria) el 1 de noviembre de 1907 bajo la organización de la Federación Europea de Halterofilia (EWF) y la Federación Austríaca de Halterofilia.

### Medallistas
| Evento | Oro                       | Plata                      | Bronce                         |
| ------ | ------------------------- | -------------------------- | ------------------------------ |
| +80 kg | Josef Grafl Austria 380,5 | Alois Selos Alemania 360,5 | Berthold Tandler Austria 350,5 |

1. 1 2 3  Fuerza (kg) + arrancada (kg) + dos tiempos (kg) = TOTAL (kg)

## Medallero
| Núm. | País      | Oro | Plata | Bronce | Total |
| ---- | --------- | --- | ----- | ------ | ----- |
| 1    | Alemania  | 2   | 1     | 2      | 5     |
| 2    | Austria   | 1   | 0     | 1      | 2     |
| 3    | Dinamarca | 0   | 1     | 0      | 1     |
| 3    | Suecia    | 0   | 1     | 0      | 1     |
|      | TOTAL     | 3   | 3     | 3      | 9     |